# Margot Lander
Margot Lander, all'anagrafe Margot Florentz-Gerhardt (Copenaghen, 2 agosto 1910 – Copenaghen, 19 luglio 1961) è stata una ballerina danese, prima ballerina del Balletto Reale Danese dal 1942 al 1950.

## Biografia
Ricordata come la più importante ballerina danese della prima metà del XX secolo, Margot Florentz-Gerhardt nacque a Copenaghen nel 1910, figlia della cantante d'opera Ella Florentz e del giornalista Marx Gerhardt. Nel 1917 fu ammessa alla Scuola di Danza del Balletto Reale Danese e undici anni più tardi si unì alla compagnia, di cui sarebbe diventata ballerina principale nel 1933 e prima ballerina nel 1942; è la prima ballerina danese ad essere insignita del titolo di "prima ballerina".
Grande interprete dell'opera di August Bournonville, si distinse anche per le sue interpretazioni nei classici (in particolare Coppélia e Il lago dei cigni), ma anche nei balletti coreografati dal marito Harald Lander, con cui fu sposata dal 1931 al 1950. Diede il suo addio alle scene nel gennaio 1950 e morì undici anni più tardi nella natia Copenaghen all'età di cinquant'anni.